# アニメージュ
『アニメージュ』（Animage）は、徳間書店から1978年5月26日に創刊された月刊アニメ雑誌。毎月10日発売。略称はAM。愛称はメージュ。
現存するアニメ雑誌では最古参にあたる。いわゆるアニメ雑誌三強（御三家）、10日売りアニメ雑誌の1誌である。

## 沿革

### 創刊までの経緯
幼年向けのテレビ情報誌『テレビランド』の徳間書店児童少年編集部はかねてより新雑誌の発売を構想。ブームに当てこんだテレビランド増刊『ロマンアルバム・宇宙戦艦ヤマト』が40万部を記録。これが決め手となり、月刊のアニメ雑誌を創刊する許可が下りた。
創刊編集長の尾形英夫の命名により、「animation」と「image」をミックスした「アニメージュ」に誌名が決定。「別冊テレビランド」という位置づけで刊行が開始された。高級感を出すために価格は580円とあえて高めに設定したが、創刊号の1978年7月号は7万部を完売し、たちまち25万部にまで成長したという。

### クリエイターの発掘
1980年代までの同誌は、編集方針の1つに「クリエイターにスポットライトを当てる」ことがあった。アニメ雑誌ではいち早くメディアミックス展開を仕掛け、押井守のビデオアニメ『天使のたまご』、安彦良和の映画『アリオン』の製作をバックアップしていた。
また、1981年8月号では一部で知られる存在だった宮崎駿の特集を誌面でいち早く組み、その後、1982年2月号から宮崎駿に漫画『風の谷のナウシカ』を連載させ、これがスタジオジブリ設立に繋がっていった。スタジオジブリ代表取締役の鈴木敏夫はこの時の担当編集者で、徳間書店第2編集局を統括するようになった尾形英夫創刊編集長に替わって、実務を取り仕切っていたという。

### 作品紹介
1980年1月号から月間アニメ番組放送情報コーナー「TVアニメーションワールド」で、各番組ごとにスタッフからの裏話やコメントが掲載されていたが、2001年から廃止されて、各話のあらすじが掲載されるだけになっている。

## 歴史
- 1978年5月26日（7月号） 創刊。
- 1980年
  - 1月10日（2月号） 第1回アニメグランプリ発表。
  - 2月9日（3月号） 重版がかかる。特集は『機動戦士ガンダム』。表紙画はマチルダ・アジャン[2]。
  - 8月 アニメージュコミックス創刊。
- 1982年12月 アニメージュ文庫（AM文庫）創刊。
- 1998年6月10日（7月号） 創刊20周年。判型を現在のA4変型判に拡大、誌名を英表記の「Animage」に変更。
- 2002年4月10日（5月号） 誌名をカタカナ表記の「アニメージュ」に戻す。
- 2007年6月8日 公式サイト・ニューオープン。
- 2015年6月10日（7月号） ロゴが13年振りに英表記となる。
- 2016年1月9日（1月号）重版がかかる。表紙画、特集は『おそ松さん』[2][3]。

## 連載された漫画、 小説

### 1970年代
黄金の戦士 (聖悠紀)
1978年5月 創刊号から1年間連載された。
「イデオン」ライナー・ノート（富野喜幸）
TVアニメ『伝説巨神イデオン』の制作手記風であるが、虚実入り混じっている。挿絵は湖川友謙。

### 1980年代
風の谷のナウシカ（宮崎駿）
1982年2月号 - 1994年3月号まで連載された。
永遠のフィレーナ（首藤剛志） - 挿絵は高田明美。
1984年 - 1994年の期間に連載された。
東京物語（ふくやまけいこ）
1987年11月号 - 1992年1月号まで連載された。
D[di：]（洞沢由美子）
1989-1990年。
出崎統の「コブラ」制作日記（出崎統）
挿絵は杉野昭夫。
とどのつまり…（押井守、もりやまゆうじ）
1984年から連載された。
サンダーロード（鳴海丈）
1989年刊行。挿絵はいのまたむつみ。

### 1990年代
海がきこえる
1990年2月号 - 1992年1月号に連載。
ヤダモン（SUEZEN）
1992年9月号 - 1994年4月号連載。全2巻。
セラフィム 2億6661万3336の翼（今敏）
1994年 - 1995年の期間に連載された。
D'arc ジャンヌ・ダルク伝（酒見賢一原作、近藤勝也作画）
1994年8月号から1995年8月号まで連載されたのち中断。未完
未来冒険チャンネル5（柴田亜美）
コミックス刊行は、1995年3月～2000年3月にかけて行われた。

### 2000年代
機動戦士ガンダム ハイ・ストリーマー（富野由悠季）
単行本は2002年10月に刊行。アニメ映画『機動戦士ガンダム 逆襲のシャア』の前日譚。挿絵は星野之宣。
バロン 猫の男爵（柊あおい）
「猫の恩返し」のアニメ化に先立って連載された。

### 未分類
- KAZE（神崎将臣）

## レーベル

### アニメージュコミックス
1980年に創刊された漫画レーベル。アニメージュ本誌や（旧）リュウなどの増刊・別冊に掲載された漫画の単行本を発行するために創刊。後にアンソロジー雑誌もこのレーベルから発行された。リュウの休刊などにより漫画作品の発行点数は減少しているが、ジブリ作品のフィルムコミックなどは現在もこのレーベルから発行されている。

### アニメージュ文庫
1982年に創刊された文庫レーベル、略称はAM文庫。主にアニメのノベライズ版が多く、アニメ系の脚本家を採用していた。小説以外にもアニメスタッフの富野由悠季や森康二の自伝などのノンフィクション、高畑勲監督の映像技法解説本、アニメ映画『風の谷のナウシカ』の絵コンテ本、宮崎駿の描き下ろし絵物語の『シュナの旅』などの多彩なジャンルをカバーしていた。しかし、ライバルであるスニーカー文庫や電撃文庫に押される形で衰退し、1998年を最後に実質刊行を停止して2000年にはよりSF色の強い徳間デュアル文庫に事実上の衣替えをした。
2009年7月からリニューアルして再起動。復刊と新刊を中心に再び刊行されている。

## 増刊・別冊
特定のテーマやジャンルについての特集号。発行形態は、売上やニーズに応じて1冊のみのものから定期刊行されるものまで様々。特に売上が見込めるもの等は、別の雑誌として独立して刊行される場合もある。

### リュウ
1979年アニメージュ増刊として発刊された漫画雑誌。翌1980年別冊アニメージュとして隔月刊化。1985年にリニューアル・独立刊行されたが、翌1986年休刊。「『アニメーターにまんがを描かせる』ことを目的に創刊された雑誌であった」と大塚英志が自著の中で述べている。

### パロット
1980年12月31日発売。ライターのほとんどが月刊OUTと被っていたため、同誌とほとんど区別がつかなかった。

### Noel（ノエル）
1992年アニメージュ増刊として創刊された少女漫画雑誌（季刊）。1994年『Chara』（隔月刊）として独立創刊。

### ボイスアニメージュ（VOICE ANIMAGE）
1994年に創刊された声優専門の増刊雑誌。当初は不定期で発刊されていたが、後に隔月誌となった。編集長だった古林英明が当時の本誌編集長の渡邊隆史とともに角川書店へ移籍したことにより、2002年2月の42号で休刊。移籍した古林と渡邊は、後に角川書店から『ボイスニュータイプ』を創刊した。
2009年2月から、2代目の『ボイスアニメージュ』として季刊で復刊した。男性声優が中心の声優雑誌となっている。
アニラジを取り上げた『ボイスラジメージュ』（VOICE RADIMAGE）が発刊されていたこともある。

### A☆Princess
『メガミマガジン』（学習研究社）に対抗して発刊された萌えアニメ・ギャルゲー特集増刊。季刊ペースで刊行予定であったが、Vol.3は発売されず掲載予定のピンナップはアニメージュ本誌に収録された。2008年10月には同じ路線の『萌えめーじゅ』を刊行したが、定期刊行化は不明。
1. 2002年9月25日発売
2. 2003年1月25日発売

### トクナビ
秋葉原の各種店舗にて配布されるフリーペーパー。2013年5月にアキメージュとして刊行、同年10月にトクナビにリニューアル。

### 中山星香セレクション
中山星香の単行本未収録作品をアニメージュ増刊としてB5版で発売(秋田書店から発行された同名の本とは収録作品が異なる)。

## 歴代編集長
| 期間           | 期間           | 編集長     | 発行人     |
| -------------- | -------------- | ---------- | ---------- |
| 1978年5月26日  | 1983年7月9日   | 尾形英夫   | 小金井道宏 |
| 1983年8月10日  | 1986年10月10日 | 尾形英夫   | 尾形英夫   |
| 1986年11月10日 | 1989年9月10日  | 鈴木敏夫   | 尾形英夫   |
| 1989年10月10日 | 1989年12月10日 | 佐々木崇夫 | 尾形英夫   |
| 1990年1月10日  | 1992年5月10日  | 武田実紀男 | 佐々木崇夫 |
| 1992年6月10日  | 1992年11月10日 | 武田実紀男 | 山平松夫   |
| 1992年12月10日 | 1995年2月10日  | 荒川進     | 山平松夫   |
| 1995年3月10日  | 1995年11月10日 | 渡邊隆史   | 山平松夫   |
| 1995年12月10日 |                | 渡邊隆史   | 松岡光譲   |
|                | 1998年5月9日   | 渡邊隆史   | 平野健一   |
| 1998年6月10日  | 2002年         | 松下俊也   | 平野健一   |
| 2002年         | 2005年         | 大野修一   |            |
| 2005年         | 2014年         | 松下俊也   |            |
| 2014年         | 現在           | 川井久恵   |            |

## アニメージュ出身者
アニメージュ編集部は多くの人材が輩出している。設立に深く関わるスタジオジブリにはプロデューサーの鈴木敏夫、高橋望。角川書店『ガンダムエース』編集長の古林英明などである。また、第5代編集長である渡邊隆史は角川書店の招聘によってアニメージュ編集長を辞してライバル誌である『ニュータイプ』の編集長に就任した。後に評論家・漫画原作者となる大塚英志は「テレビランド」のカット描きを経て、アニメージュ編集部の契約編集者となり、アニメージュの別冊として出された漫画雑誌の編集に携わった。
創刊当初の編集部は『週刊アサヒ芸能』出身者が多く、アニメの情報には疎いため、大学生のアニメファンを編集部に出入りさせ、アニメファンの嗜好や情報をリアルタイムで吸い上げていたため後にプロとなる者がファン時代あるいはセミプロ時代に編集に参加しており、特集記事や企画の多くはその成果である。池田憲章、徳木吉春、原口正宏、町田知之、中村学、大沼弘幸、小黒祐一郎らは現在でも業界で活躍している。バンダイの「橋本名人」として知られたスクウェア・エニックス執行役員の橋本真司、キングレコード常務取締役の大月俊倫も学生時代にアルバイトで働いていた。また、現在は脚本家を務める吉野弘幸も、同誌のライターを高校教師から転職して務めていた時期があった。

## メディアミックス
1980年代にはラジオで、1990年代からは普及が始まったCS放送による情報番組を放送。

### テレビ
- アニメージュTV→アニメTV
- 月刊アニメージュTV

### ラジオ

#### ペアペアアニメージュ
ラジオ日本、文化放送で放送。帯番組で各曜日毎に声優がペアで担当
- 月：山形ユキオ・島津冴子
- 火：水島裕・吉田理保子
- 水：井上和彦・詩織→松野達也・太田貴子
- 木：中尾隆聖・戸田恵子→田中真弓
- 金：三ツ矢雄二・鵜飼るみ子

#### アニメージュ・イン
ラジオ大阪で放送。パーソナリティーは水島裕、アシスタントは太田貴子（前期）、鹿取洋子（後期）

#### 週刊アニメージュ 飯塚雅弓のまだまだ日曜日だよっ!
文化放送にて1997年10月～1998年3月に放送、パーソナリティーは飯塚雅弓

#### 週刊アニメージュ 飯塚雅弓のいたいのとんでけ!
文化放送にて1998年4月～2001年3月に放送、パーソナリティーは飯塚雅弓

#### ラジオアニメージュ
- 文化放送、パーソナリティーは草地章江
- 超!A&G+、AG-ON（2017年4月よりAG-ON Premium）にて2015年4月より配信、パーソナリティは久保田未夢

#### VA探偵局もえもえアニメージュ
文化放送、パーソナリティーは長崎萌

## 関連書籍
- 尾形英夫『あの旗を撃て!「アニメージュ」血風録』（2004年、オークラ出版）
- 大塚英志『「おたく」の精神史 一九八〇年代編』（2004年、講談社現代新書）